# Municipio de Nava
El municipio de Nava es un municipio del estado de Coahuila, México. Según el censo de 2020, tiene una población de 33,129 habitantes.
Es reconocido a nivel estatal por sus grandes reservas de carbón, ya que en la ciudad se encuentra la planta "José López Portillo" y "Carbón 2" de Comisión Federal de Electricidad, la cual provee de electricidad a una gran parte del estado. Además en el territorio municipal están la fábrica cervecera de Corona propiedad de Constellation Brands, la cual es de las más grandes del país; la Universidad Tecnológica del Norte de Coahuila, y el aeropuerto internacional de Piedras Negras, que, a pesar de su nombre, está ubicado dentro del territorio del municipio, siendo el tercer aeropuerto más grande del estado.

## Historia
El 22 de septiembre de 1800, Nava se decretó como la Villa de Nava, fundada por Don Pedro de Nava, algunos españoles y tlaxcaltecas. El 21 de febrero de 1801 se creó la villa de Nava, con colonos españoles y tlaxcaltecas, en el sitio llamado Mota de San Andrés. Se encuentra a una distancia de 586.6 m al sureste de la punta oeste de la Mota de San Andrés. En ese sitio se colocó una cruz y se construyó una enramada.
Estuvieron presentes en la fundación de la villa de Nava: el R.P. Fray Juan Manuel Gorjón, Presidente de las Misiones de Río Grande y ministro de la misión de San Juan Bautista; el R.P. Fray Antonio López, ministro de la Misión de San Bernardo; Fray Blaz de Serrano, ministro de la Misión del Dulce Nombre de Jesús; Don Pedro Nolasco Carrasco, Capitán del Real Presidio de Río Grande; Don Franco Iglesias, Justicia Mayor del Partido; Don Tomás Flores, Teniente Político de la Villa de San Fernando; Don Diego de Santos, perito agrimensor vecino del Presidio de Río Grande que ejecutó la medición y amojonamiento de la villa, y, entre otros testigos de asistencia, Diego de Jiménez y Juan Lombraña, además los primeros pobladores fundadores.

## Clima
Este municipio se caracteriza por un clima seco semicálido durante la mayor parte del año, y su temporada de lluvias comprende las estaciones de primavera y verano, con algunas nevadas ocasionales durante invierno.  La temperatura máxima que se ha alcanzado 45 °C y la mínima -9 °C.
Temperatura promedio (°C)
- Enero: 12.8
- Febrero: 15.7
- Marzo: 19.3
- Abril: 23.3
- Mayo: 27.8
- Junio: 30.6
- Julio: 31.8
- Agosto: 31.4
- Septiembre: 28.4
- Octubre: 24.1
- Noviembre: 17.1
- Diciembre: 13.5

En términos generales es un clima extremoso, puesto que en la transición de estaciones del año (verano-otoño) se puede experimentar una tarde muy calurosa con un súbito descenso de temperatura, dichos cambios ocasionalmente se encuentran acompañados de la aparición de neblina, que en ocasiones puede llegar a ser densa.

## Localidades
En el Censo de 2020 el municipio de Nava contaba con 88 localidades.
| Código INEGI      | Localidad           | Población (2020) |
| ----------------- | ------------------- | ---------------- |
| 050220001         | Nava                | 26 963           |
| 050220051         | Venustiano Carranza | 5 250            |
| Otras localidades | Otras localidades   | 916              |
| Total municipal   | Total municipal     | 33 129           |

## Flora, fauna y recursos naturales

### Flora
La vegetación está compuesta por bosques de encino, nogal, mezquite y huizache. También existe zacate de jícara y gramilla. Existen arbustos como chaparro prieto, granjeno, guajillo y frijolillo. También hay cactáceas como nopal, tasajillo y biznaga. Con el avance de la población se han visto afectados los bosques de encino. En pocas ocasiones se pueden presentar árboles frutales, como algunos cítricos, pero rara vez de manera silvestre. Gracias a la presencia de nogales, se comercializa la nuez a diferentes partes de México. 

### Fauna
Abundan coyotes, liebres, conejos, ardillas, zorrillos, tejones, víboras, tortugas, gavilanes, chileros, aguilillas, golondrinas, zopilotes, cardenales, codornices, palomas, faisanes y, en menor escala, el gato montés.

### Minerales
Nava es conocido por sus enormes yacimientos de carbón mineral. El cual ha sido explotado desde los años 1970, siendo por años una de las principales bases de la economía del municipio y la región. Dicho carbón se  utiliza principalmente como combustible para la generación de electricidad por las plantas termoeléctricas "José López Portillo" y "Carbón II", que hasta años recientes generaban el 10% de la energía de México.

## Educación
Preescolar 17,
Primarias 18,
Secundarias 4,
Secundarias Técnicas 3,
Bachilleratos Técnicos 1 (C.B.Tis 239),
Profesionales Técnicas 1,
Universidades e Instituciones de Educación Superior 1 (UTNC)

## Infraestructura en transportes

### Aeropuertos
En el municipio de Nava se encuentra el aeropuerto internacional de Piedras Negras, el cual ofrece siete vuelos diarios a la Ciudad de México y Saltillo, operados por aeromar. Esta terminal aérea posee servicio de aduana para el despacho de mercancías, servicio de carga, migración, inspección fitozoosanitaria, cuerpo de rescate y extinción de incendios, renta de automóviles y transportación terrestre.

### Carretera Federal 57
Comunica con Piedras Negras, Sabinas, Monclova y Saltillo, Coah., San Luis Potosí, S.L.P., Querétaro, Qro. y México, D. F. En el año de 1998 fue descartado el nombre de la carretera 57 por el nombre oficial de bulevard Leonidas Guadarrama a base del exceso de tránsito en la comunidad de Nava, el gobierno federal optó por la opción de reubicar la carretera 57 a un costado de la localidad para el tránsito que viajaba sin hacer escalas en dicha localidad.

### Ferrocarriles
El municipio de Nava cuenta con estación de ferrocarril, misma que se encuentra conectada a la red nacional de ferrocarril, teniendo así acceso a las fronteras, puertos y ciudades más importantes del país. En esta ciudad este servicio es proporcionado por la empresa privada Ferrocarril Mexicano (Ferromex).

## Agricultura y ganadería
En la agricultura destaca la producción de trigo, maíz, sorgo y forrajes. En cuanto a ganadería se cría ganado bovino de carne y leche, equino, caprino y porcino. Una de las personas más productivas de los años 1980 a 2005 fue Manuel "El Venado" Villarreal Villarreal.

## Comisión Federal de Electricidad (CFE)
La Comisión Federal de Electricidad, tiene en la ciudad de Nava, Coahuila dos de sus centrales Carboeléctricas más importantes del país. La Central Termoeléctrica José López Portillo (21-sep-1982) y la Central Termoeléctrica Carbón II (2-nov-1993).
Estas dos importantes centrales, producen el 5.39%(1) de la capacidad efectiva instalada de generación en la CFE.

### La Central Termoeléctrica José López Portillo
En Nava se encuentra la Central Termoeléctrica José López Portillo de la Comisión Federal de Electricidad. Tiene una capacidad instalada efectiva de 1200 MW en cuatro unidades generadoras de 300 MW cada una. La CTJLP, alimentada con carbón, está localizada a 13 km de la cabecera municipal por la carretera nacional 57 y su infraestructura se puede observar desde distintos puntos, cabe destacar que al transitar por la carretera 57 en el tramo Sabinas-Allende, una prueba inconfundible que se tiene, es la visualización de las luces estroboscópicas, y las luces de obstrucción de las termoeléctricas.  
Esta Central está interconectada al Sistema Nacional a través de 2 líneas de 230 kV y 2 líneas de 400 kV las cuales se dirigen hacia Arroyo el Coyote de Nuevo Laredo Tamaulipas y hacia Frontera del Carbón en Ciudad Frontera Coahuila respectivamente.
La Central contrata mano de obra directa e indirectamente de la región en la que se encuentra Piedras Negras, Nava, Morelos y Allende Coahuila principalmente, siendo un aproximado de 600 trabajadores tanto sindicalizados como no sindicalizados. En el aspecto de contrataciones, cabe destacar la derrama económica regional que conllevan los mantenimientos de las unidades en donde a través de la licitación pública concursan empresas de todo el país para la adjudicación de contratos, con lo que se tiene una fuente de empleo por un intervalo de entre 1 y 3 meses en función al tipo de mantenimiento, siendo los mantenimientos mayores los de mayor duración.
Las características principales de la central son sus sistemas de manejo de carbón, manejo de cenizas de fondo y volante y su sistema de enfriamiento cuya agua es transportada a través de un acueducto desde el Río Bravo hasta su estanque, recorriendo 30 km, mismos que son trasportados a través de 1 una estación de obra de toma instalada directamente en el Río Bravo y dos estaciones de rebombeo, que cuentan con un sistema de 4 bombas por estación.
La generación anual promedio alcanzada es de 9,200,000 MWH con un consumo de carbón de 5,300,000 t y una disponibilidad superior al 90%, situándose así entre las mejores a nivel nacional lo cual le ha ganado varios reconocimientos por su eficiencia en el Sistema nacional.
Actualmente se tiene en proyecto la repotenciación de las máquinas generadoras, con lo cual se incrementaría su capacidad instalada, actividad que se encuentra contemplada para dar inicio en el 2016 con la unidad 1.

### La Central Termoeléctrica Carbón II
La Central Termoeléctrica Carbón II es la segunda central en gran escala construida en México Nava Coahuila, que utiliza el carbón mineral no coquizable como fuente primaria de energía. Forma parte de la Gerencia Regional de Producción Norte y entrega la energía generada al Área de Control Noreste a través de las líneas de transmisión de 400 kV Lampazos I y II, además de un enlace con la subestación Río Escondido en el mismo nivel de voltaje.
La central cuenta con cuatro unidades generadoras con capacidad de 350 MW cada una, para un total de 1400 MW. Por lo que es en la actualidad la mayor central termoeléctrica a base de carbón de América Latina. Anualmente entrega una generación de 10.300.000 MWh. Como reflejo del gran compromiso del personal de esta central, actualmente está certificada por diferentes organismos nacionales e internacionales.
Otra rama industrial importante es la metal-automotriz, especializada en la fabricación de partes para suspensión, el cual ha sido pilar fundamental en la economía de la región, dando empleo a más de 2000 personas.

## Hermanamientos
La ciudad de Nava tiene las siguientes ciudades hermanas:
- Eagle Pass, Estados Unidos (2011). Durante la Administración Municipal del Ing. Aroldo Villarreal Fernández (2010-2013).[7]